# Полет 954 на „Олимпик Еъруейс“
Полет 954 на „Олимпик Еъруейс“ e вътрешен редовен пътнически полет от международното летище „Ханя“, Ханя, до международното летище Елиникон, Атина, Гърция, управляван от „Олимпик Еъруейс“. На 8 декември 1969 г. самолетът „Дъглас DC-6“, който изпълнява полета, се разбива в планината Панейо на височина от около 600 м докато приближава Атина, в резултат на което загиват всички 85 пътници 5 членове на екипажа на борда. Времето по време на катастрофата се характеризира с дъжд и силен вятър.
Установено е, че екипажът на полета се отклонява от правилния маршрут и се спуска под минималната безопасна височина, докато изпълнява заход по системата за кацане по прибори. Катастрофата на полет 954 е най-смъртоносният авиационен инцидент в гръцката история по времето, когато се случва, но е надминат през 2005 г., когато полет 522 на „Хелиос Еъруейс“‎ се катастрофира близо до Атина и убива 121 пътници и екипаж на борда. Това все още е най-смъртоносният авиационен инцидент с „Дъглас DC-6“ и най-смъртоносната катастрофа в историята на „Олимпик Еъруейс“.